# Lars Moldestad
Lars Moldestad (16 novembre 1965) è un dirigente sportivo ed ex calciatore norvegese, di ruolo difensore.

## Carriera

### Giocatore

#### Club
Moldestad giocò per il Brann dal 1985 al 1990, totalizzando complessivamente 120 presenze (96 in campionato, 22 nella coppa nazionale e 2 in quelle europee). Debuttò in squadra il 27 settembre 1985, quando fu titolare nel 3-0 sul Vålerengen. Raggiunse due finali consecutive di Norgesmesterskapet (1987 e 1988), perdendole entrambe.

#### Nazionale
Moldestad giocò una partita per la Norvegia under 21. Esordì il 13 maggio 1986, schierato titolare nel 3-3 contro la Svezia under 21.

### Dopo il ritiro
Fu presidente del Brann dal 2010 al settembre 2013, quando rassegnò le dimissioni.